# Пиер дьо Монтескиу д'Артанян
 Тази статия е за френския офицер и маршал.  За Д'Артанян, негов братовчед, прототип на героя на Александър Дюма - баща вижте Д'Артанян.  
Граф Пиер дьо Монтескиу д'Артанян (на френски: Pierre de Montesquiou d'Artagnan), е френски офицер, кралски мускетар, маршал на Франция. Братовчед на знаменития Д'Артанян, станал прочут по целия свят благодарение романите на Александър Дюма - баща.
Пиер д'Артанян служи 23 години като мускетар и прави блестяща военна кариера. На 15 септември 1709 г. е провъзгласен за маршал на Франция по решение на Луи XIV, след проявения героизъм в битката при Малплаке, в която е ранен и под него падат убити три коня. Той е и истинският герой от битката при Денен през 1712, въпреки че победата в нея е изцяло приписана на маршал Вилар.
Умира в замъка си Льо Плеси-Пике на 12 август 1725 г. и е погребан в местната църква. Гробът му е разрушен през Френската революция.